# Move Your Feet It's One O'Clock
Move Your Feet It's One O'Clock je debitantski studijski album slovenske punk skupine Elvis Jackson, ki je bil izdan pri založbi Rock 'n' Roll Records leta 1999. Glasbeni producent Janez Križaj je maja 2001 v Studiu Metro album remasteriziral, skupina pa je v studiu Radia Študent posnela še dodatno pesem, »Lea«. Album je tako leta 2001 izšel še enkrat, tokrat z drugačno naslovnico. Danes je možno kupiti le še izvod slednje izdaje.

## Seznam pesmi
Vso glasbo je napisala skupina Elvis Jackson, razen kjer je to navedeno. Vsa besedila je napisal David Kovšca.
1. »Doubts«
2. »Fear Off«
3. »I'd Losted«
4. »Nobody Knows«
5. »Jannie«
6. »So Alone«
7. »Move Your Feet It's 1 AM«
8. »Generation«
9. »Cartoon«
10. »Bla Bla Bu«
11. »Happy Days« (Charles Fox, Norman Gimbel)
12. »System Ass Fuck!«
13. »Unlucky Guy«
14. »Jungle Track«
15. »Rangeros«
16. »Room Song«
17. »My Van«
18. »Go Elvis«

Ponatis iz leta 2001
1. »Lea«

## Zasedba
| Elvis Jackson - David Kovšca – Buda — vokal - Boštjan Beltram – Berto — kitara, spremljevalni vokal - Erik Makuc – Slavc — bas kitara | Ostali - Alan in Dejan Suc — oblikovanje naslovnice (ponovna izdaja) - David Šinigoj — produkcija - Janez Križaj — mastering (ponovna izdaja) - Sašo Gerkšič in Drago Čigona — programiranje |